# Sol Tolchinsky
Sol Tolchinsky (Montréal, 2 gennaio 1929 – Montréal, 1º dicembre 2020) è stato un cestista canadese.

## Carriera
Impiegato nell'industria tessile, negli anni quaranta era un giocatore del YMHA Montréal. Ha disputato le Olimpiadi 1948 con il Canada, scendendo in campo in 5 occasioni. Dopo i Giochi si iscrisse alla Università McGill, giocando nella squadra di pallacanestro durante il suo primo anno di studi.